# Travelin' Band/Who'll Stop the Rain
Travelin' Band/Who'll Stop the Rain è un singolo del gruppo rock statunitense Creedence Clearwater Revival, pubblicato nel 1970 ed estratto dall'album Cosmo's Factory.

## Tracce
Lato A
1. Travelin' Band – 2:05 (John Fogerty)

Lato B
1. Who'll Stop the Rain – 2:24 (John Fogerty)

## Accoglienza
| Classifiche (1970) | Posizione massima |
| ------------------ | ----------------- |
| Stati Uniti        | 2                 |

## I brani
Travelin' Band
Il brano è stato interpretato come cover dal musicista Jerry Lee Lewis per il suo disco del 2006 Last Man Standing.
Who'll Stop the Rain